# 찹쌀떡

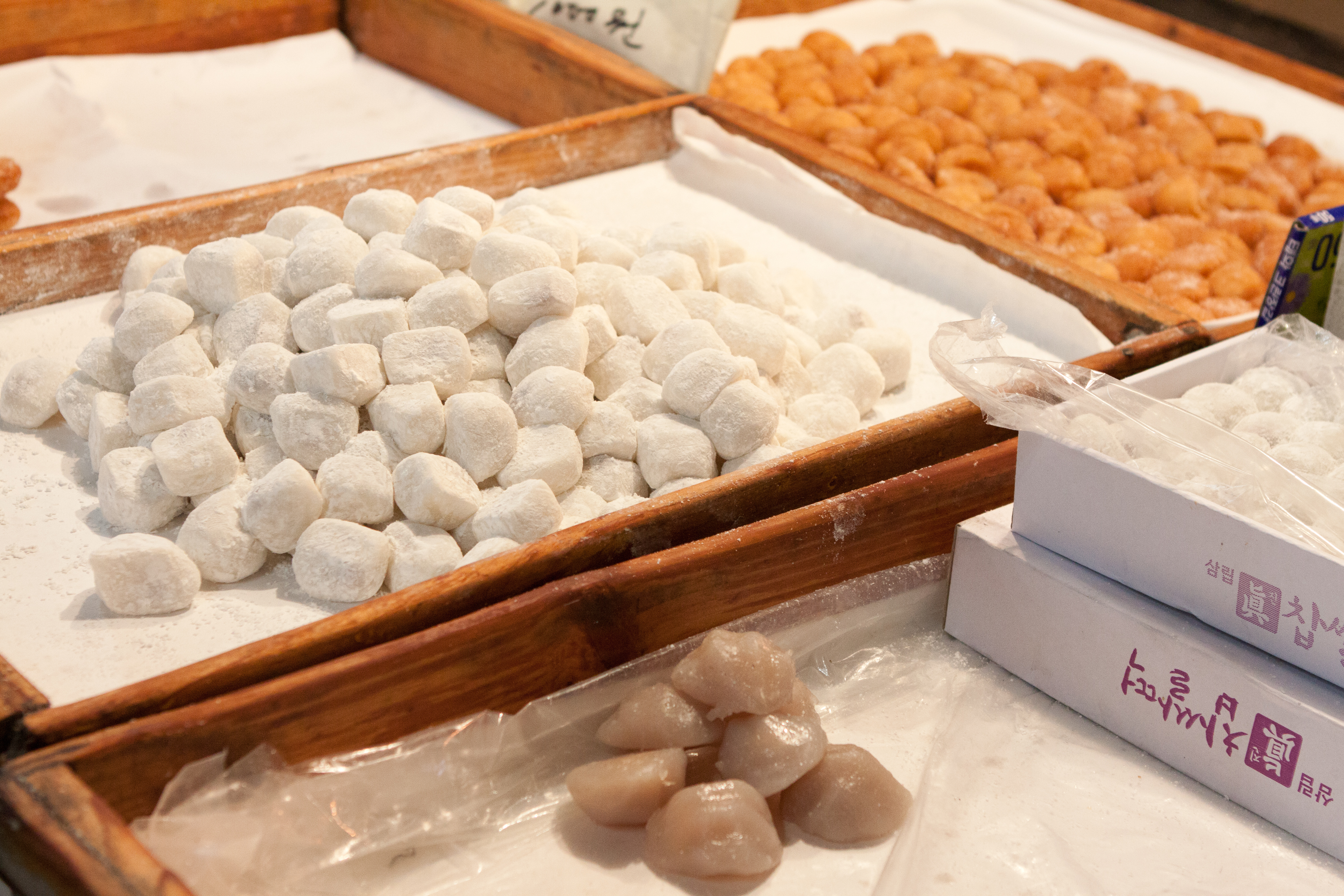
찹쌀떡

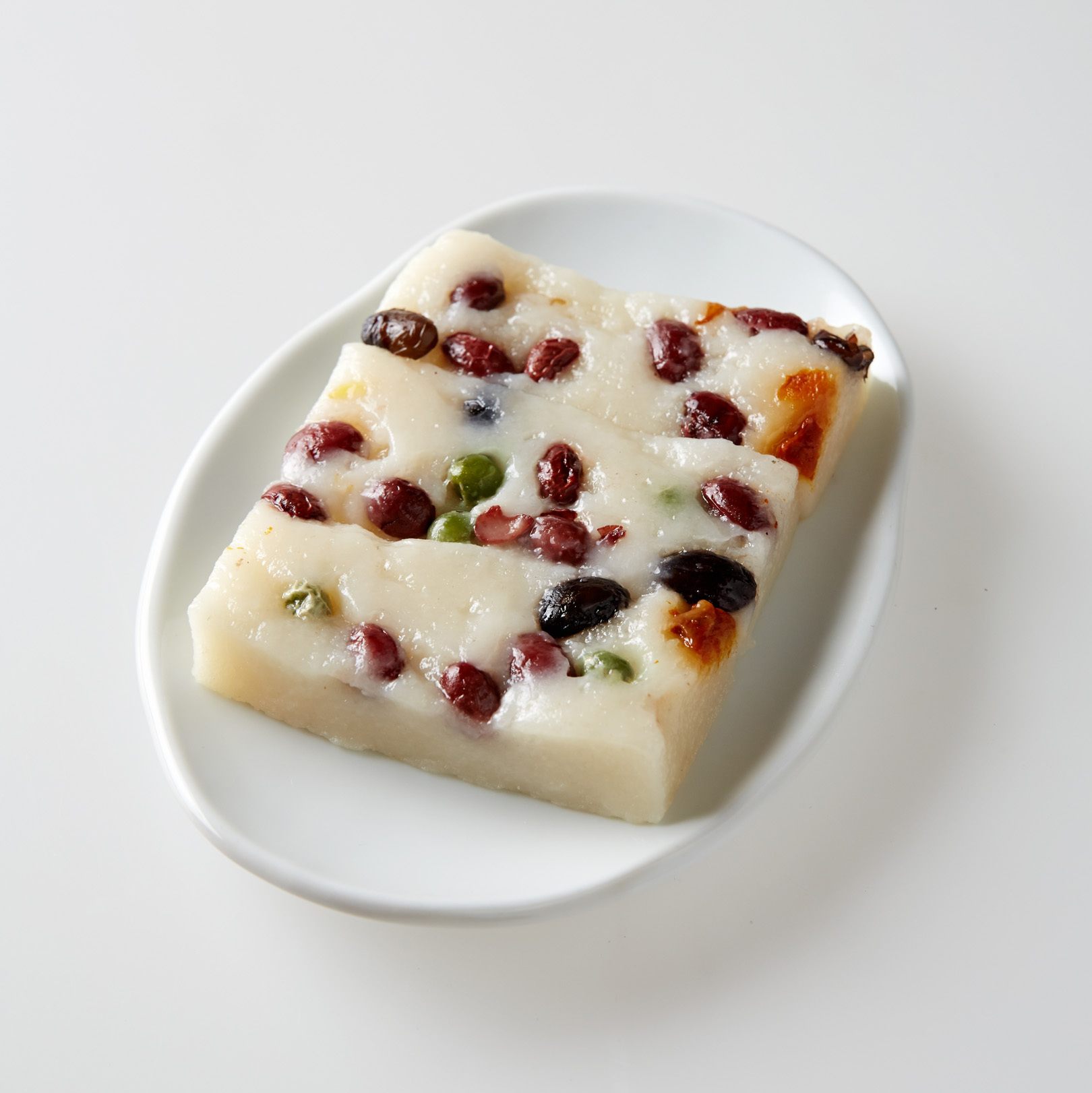
찰떡

찹쌀떡은 한국의 음식이다. 찰떡으로도 부른다. 보통 찹쌀을 익반죽하여 만든다. 이것을 색색이로 만들면 찹쌀 경단이 되고, 보통 겉에 쌀가루 등의 분을 묻혀먹는다. 인절미와 유사하다. 보통 메밀묵과 같이 밤참으로 팔았는데, 요즘엔 쉽게 보기 힘든 것이 사실이다.

## 같이 보기
- 모찌
- 다이후쿠